# Мужские портреты
«Мужские портреты» — советский фильм 1987 года режиссёра Валерия Лонского.

## Сюжет
Алексей Юрьев, учитель литературы в провинциальном городе, когда-то выбрал эту профессию, как служение людям, под влиянием переписки со своим дядей — известным столичным актёром Александром Васнецовым. И когда в составе труппы московского театра дядя приезжает в город, племянник надеется в разговорах с ним найти ответы на те вопросы, с которыми ему пришлось столкнуться в жизни и работе. Однако свидание с боготворимым кумиром юности приносит разочарование — все моральные истины для дяди, как оказывается, лишь элементы игры…

## В главных ролях
- Александр Михайлов — Александр Васнецов, известный столичный актёр
- Павел Белозёров — Алексей Юрьев, учитель литературы, его племянник

## В ролях
- Ирина Феофанова — Юля
- Дарья Дроздовская — Сереброва, ученица Юрьева
- Вячеслав Езепов — Тепляков
- Анатолий Грачёв — Аркадий Филюгин
- Юрий Кузьменков — Леонид Парфёнов
- Александр Потапов — Павел Сердюк
- Валентина Панина — Надя Лыкова
- Олег Севастьянов — Пётр Моисеев
- Александра Колкунова — Щеглова
- Вера Майорова — Ольга Строкова

- Т. Парамонова — ученица Юрьева
- Екатерина Семёнова — ученица Юрьева
- Е. Дуплина — ученица Юрьева
- Ю. Попелхова — ученица Юрьева
- Наташа Скопцова — ученица Юрьева
- Наталья Фекленко — директор ПТУ
- Александр Яцко — художник
- Анна Твеленёва — Мария Петровна, судья
- Янис Сканис — режиссер

## В эпизодах
- Илзе Ваздика
- Евдокия Германова — Алла Осенева, актриса театра
- Элла Киселева
- А. Макаров
- Сергей Коржуков (в титрах С. Никитин) — ресторанный музыкант
- Павел Ремезов — спутник Щегловой
- Р. Розе
- Айварс Силиньш
- Татьяна Фёдорова
- Юрис Хиршс
- Карл Хваталь
- Иван Щёголев
- Татьяна Кличановская
- Виктор Сыромятников
- Олег Руденко-Травин — актёр в спектакле

## Съёмки
Съёмки фильма велись летом-осенью 1987 года в Риге.

## Критика
Киноведами фильм назывался в числе фильмов режиссёра восьмидесятых годов — переходных в его творчестве от простодушного, склонного к морализаторству, кино семидесятых, к коммерческим фильмам девяностых, герои которых уже не признавали каких-либо законов морали, и авторская логика его фильмов восьмидесятых годов не всегда ясна:

Провинциальному учителю из Мужских портретов; разочаровавшемуся в былом кумире и высоких идеалах, автор в финале дарит веру-надежду на высокую любовь, однако сам фильм обречён на известное противоречие; отрицательный герой оказывается значительнее и ярче положительного.— Александр Голутва, Любовь Аркус - Новейшая история отечественного кино
Для актёра Александра Михайлова роль стала отходом от типажа героичных и положительных характеров:

Актёр же, естественно, стремился к более сложным образам, таким как … избалованный славой актёр Васнецов в картине «Мужские портреты». В этих фильмах артист не просто, «играя плохого, искал, чем он хорош». В отрицательных персонажах Михайлова главной оказывалась драма неординарной личности, в чём бы эта драма ни сказывалась — … во внешней гладкости жизни, не оплаченной душевными усилиями и тяжёлой внутренней работой, а потому не приносящей герою удовлетворения.— Лев Парфёнов - Кино России: актёрская энциклопедия

Он решается на автошарж — играет артиста, который известен по ролям настоящих-сильных-советских-людей, а на поверку оказывается пустоцветом и дешёвым бабником.— Александр Голутва, Любовь Аркус - Новейшая история отечественного кино